# Нуристанци
Нуристанци су етничка група у Авганистану која говори нуристанске језике. Чине подгрупу индоиранских индоевропских народа, а настањују регију Нуристан у Авганистану. Има их око 125.000—300.000, а по вери су сунитски муслимани.